# I. e. 34. század
| Évezredek i.e. | 10. | 9. | 8. | 7. | 6. | 5. | 4. | 3. | 2. | 1. | Időszámítás kezdete | 1. | 2. | 3. | 4. | 5. | 6. | 7. | 8. | 9. | 10. | Évezredek i.sz. |

## Események
- A Nagada-kultúra Nagada IIc és IId periódusa.
- A núbiai A csoport második (középső) periódusa.
- Urukban elkezdődik az Éanna-körzet építése, ez időben még kőépítkezés a divat.

## Fontos személyek
- A neheni 100-as sír tulajdonosa.
- Peker U-q, U-547, U-503 és U-127 sírjai.

## Találmányok, felfedezések
- Öntözéses földművelés nyomai Urukban (Uruk-kultúra) és a Nagada-kultúra területén (Nehenben)
- A fémmegmunkálás első nyomai Egyiptomban.
- A század elején Kisben is megjelenik a piktografikus írás.

## Művészetek
- Állatfigurás paletták megjelenése Nagada környékén
- W típusú fodros kerámiák
- Carnarvon-késnyél